# Lijst van burgemeesters van Mariakerke (West-Vlaanderen)
Dit is een lijst van burgemeesters van Mariakerke, een voormalige gemeente in de Belgische provincie West-Vlaanderen. In 1900 ging de gemeente op in de stad Oostende. 
- 1804-1806 : Cornelius Devynck
- 1806-1812 : Henricus Hosten
- 1813-1826 : Laurentius Passchijn
- 1826-1836 : Ludovicus Passchyn
- 1836-1848 : Ambrosius Monteyne
- 1848-1863 : Ludovicus Passchijn
- 1863 : Henricus Hamilton
- 1864-1888 : Leopoldus Passchijn
- 1888-1891 : Henricus Hamilton
- 1891-1899 : Leopoldus Passchijn